# Nodi lymphoidei cubitales
Die Nodi lymphoidei cubitales, Nodi lymphatici cubitales (Nll. cubitales)  oder Lymphonodi cubitales sind eine Gruppe von Lymphknoten des Menschen, die in der Ellenbeuge an der Vena cubitalis liegen können. Die ein bis zwei Lymphknoten kommen bei etwa 30 % der Individuen vor. Sie nehmen die Lymphe aus der oberen Extremität unterhalb des Unterarms auf. Der Abfluss erfolgt in die Nodi lymphoidei brachiales und die Achsellymphknoten.
Bei den Tieren kommen Lymphonodi cubitales beim Pferd vor. Sie liegen an der Mündung der Vena collateralis ulnaris in die Vena brachialis an der Innenseite der Vordergliedmaße. Bei schlanken Tieren sind sie tastbar.